# Tourisme en Abitibi-Témiscamingue
 (août 2018).
Si vous disposez d'ouvrages ou d'articles de référence ou si vous connaissez des sites web de qualité traitant du thème abordé ici, merci de compléter l'article en donnant les références utiles à sa vérifiabilité et en les liant à la section « Notes et références ».

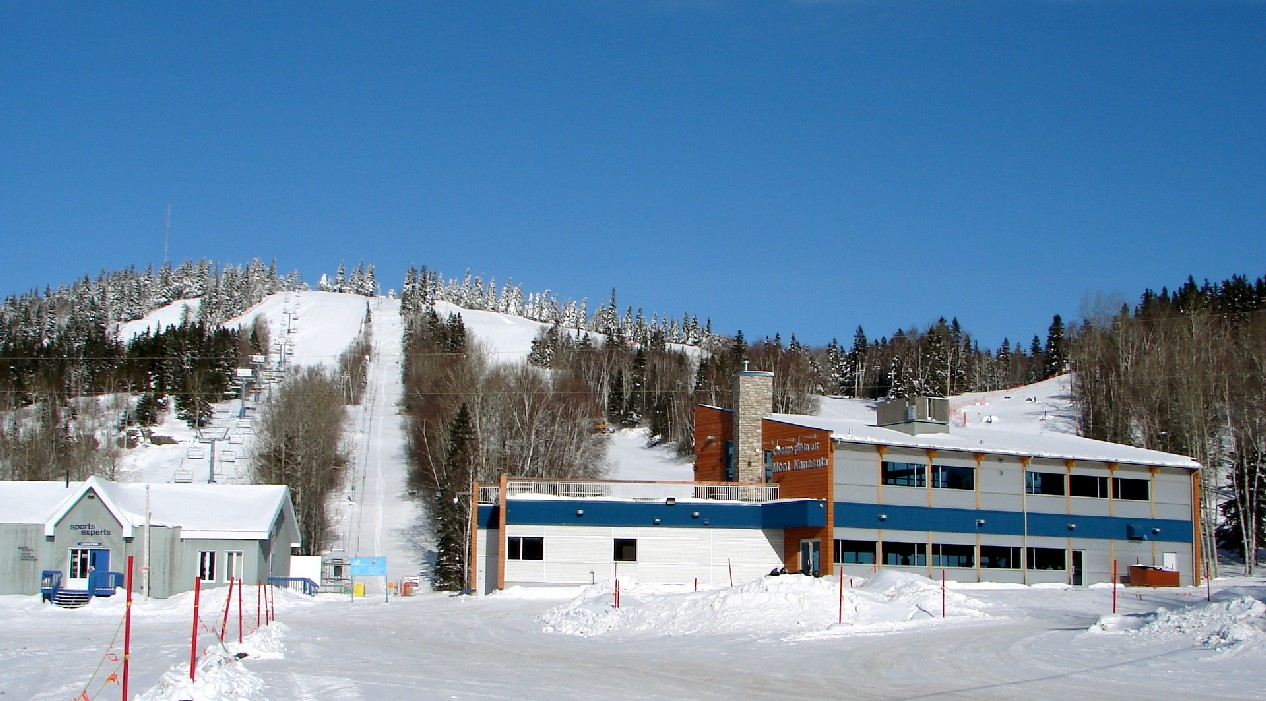
Les sports de neige, une des activités touristiques en Abitibi-Témiscamingue.

Le tourisme en Abitibi-Témiscamingue représente un secteur important de l'économie avec quelque 500 000 visiteurs chaque année, qui y passent plus de deux millions de nuitées et y dépensent quelque 100 à 125 millions de dollars par an dans des attraits et services touristiques. En 2013, 90 % des touristes en Abitibi-Témiscamingue sont des Québécois; les autres touristes viennent des autres provinces canadiennes (5 %), des États-Unis (4 %) et d'autres pays (1 %).
D'une superficie de 65 000 km2 et située à l’ouest du Québec près des frontières ontariennes, la région touristique de l’Abitibi-Témiscamingue s'appuie sur l’histoire du commerce de fourrure, de l'exploitation forestière et de l'exploitation minière. Cette région compte de nombreux lacs ainsi que d’une faune et une flore propices aux activités de plein air.

## Histoire du tourisme dans la région de l’Abitibi-Témiscaminque
Les premiers habitants de cette région étaient les Algonquiens, ils ont occupé ce territoire il y a plus de 8 000 ans. Ceux-ci avaient découverts le potentiel de ce coin de pays, la contribution des Algonquiens dans le développement de cette région est très grande. Encore aujourd’hui, leur héritage occupe une grande place dans la communauté.
Pendant plus de deux siècles, les voies maritimes permettaient aux explorateurs de partir à la découverte de la région. À la fin du XVIIIe siècle, la région de l’Abitibi-Témiscamingue a vu le jour, elle offrait aux explorateurs blancs de nombreuses ressources afin de pouvoir survivre, notamment avec le commerce de fourrure, l’exploitation minière, la chasse et la pêche. Les hommes blancs ont commencé à s’installer dans cette région, étant donné toutes les possibilités d'emplois et l’avantage d’y rester. Les efforts pour attirer les touristes sont plus récents. Les étendues d’eau, sont le principal catalyseurs qui ont permis à la région de se développer. Une mise en valeur des attraits touristiques naturels et le développement des complexes hôteliers ont permis à la région de faire sa place dans l'industrie touristique.

## Situation géographique

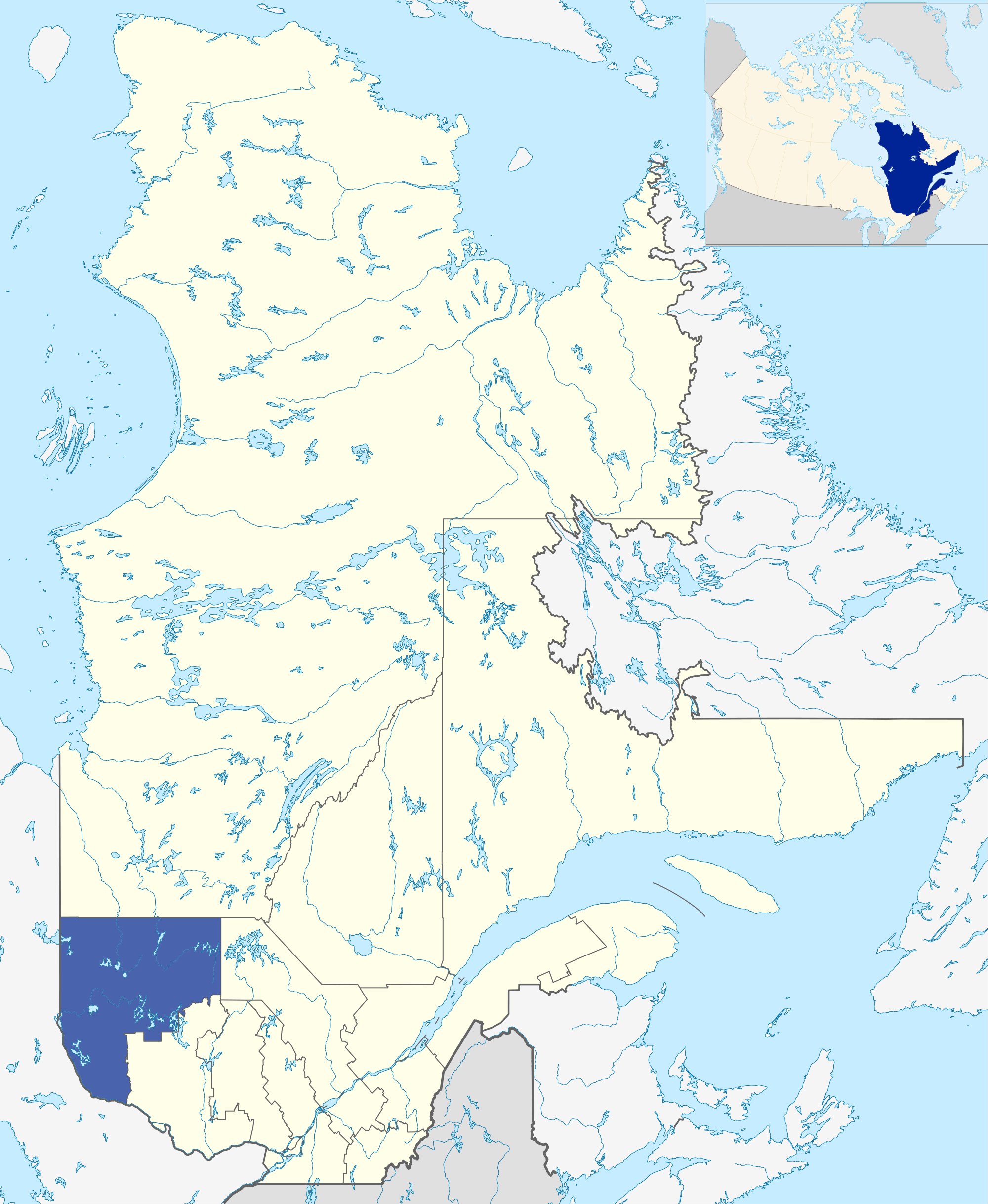
Localisation de l'Abitibi-Témiscamingue

Bordant la frontière ontarienne, la région touristique de l'Abitibi-Témiscamingue, est situé dans l'ouest du Québec. Les régions touristiques voisines sont l'Outaouais, la Mauricie et Eeyou Istchee Baie-James.

### Sous-régions
La région touristique de l'Abitibi-Témiscamingue est divisée en cinq secteurs touristiques, qui correspondent chacun à une Municipalité régionale de comté (MRC) :
- Témiscamingue
- La Vallée-de-l'Or
- Rouyn-Noranda
- Abitibi
- Abitibi-Ouest

## Attractions
La région de l'Abitibi-Témiscamingue compte de nombreuses attractions touristiques.

## Aventure et plein air
Les principales activités de plein air pratiquées dans la région touristique de l'Abitibi-Témiscamingue sont :
- Canot
- Kayak
- Vélo
- Golf
- Voile
- Randonnée pédestre
- Équitation
- Hébertisme
- Parachutisme
- Marinas
- Plages publiques
- Interprétation de la nature
- Jeux d'eau
- Hydravion
- Parcs, réserves fauniques, et zecs

Le tourisme d'aventure se pratique aussi auprès de tribus algonquines :
- Abitibiwinni, l'expérience algonquine
- Algonquin Canoe Company

## Festivals et événements
En Abitibi-Témiscamingue existent une trentaine de festivals et d'événements. S'appuyant sur la culture locale ces fêtes mêlent danse et chant.
Parmi les festivals, deux se démarquent : le festival du cinéma international en Abitibi-Témiscamingue qui existe depuis 1982 et le festival de musique émergente qui a célébré son dixième anniversaire en 2012.
Le Rodéo du camion de Notre-Dame-du-Nord, la Foire gourmande de l'Abitibi-Témiscamingue et du Nord-Est ontarien qui se tient à Ville-Marie, se démarquent également.

## Hébergement

### Quelques données statistiques
| Année | Unités disponibles | Unités occupées | Taux d'occupation moyen (%) | Prix quotidien moyen ($) | Revenue moyen par unité disponible ($) |
| --- | ------------------ | --------------- | --------------------------- | ------------------------ | -------------------------------------- |
| 2012 | 1 492              | 834             | 55,9                        | 97.90                    | 55.20                                  |
| 2011 | 1 505              | 762             | 50,7                        | 86.90                    | 43.60                                  |
| 2010 | 1 510              | 884             | 58,6                        | 93.00                    | 54.40                                  |
| 2009 | 1 523              | 807             | 53,0                        | 91.20                    | 47.80                                  |
| 2008 | 1 493              | 837             | 56,1                        | 86.80                    | 48.70                                  |
| Tourisme Québec précise que ce sont des données fournies à titre indicatif qu'il faut utiliser avec réserve. |                    |                 |                             |                          |                                        |

## Office du tourisme
Les offices du tourisme sont disséminés dans la province ont pour mission d'offrir des informations au sujet de la ville dans laquelle ils se trouvent. Dans la région touristique de l'Abitibi-Témiscamingue, il y a plus de treize bureaux et relais d'information touristique.

## Routes et circuits touristiques

### Quelques routes...
- La Route Verte
- La ligne du Mocassin[10]
- La route du terroir[11]
- Route 101

### Circuits en motoneige
- Le prospecteur[12]
- L'aventurier
- L'ultra
- La virée nord
- La virée sud

### Circuits à moto
- L'Abitibienne[13]
- La Témiscamingue
- La grande boucle
- Le circuit des richesses

### Circuitsestivaux
- Laissez-nous vous raconter[14] !
- Goutez-y!
- Jardins et marais
- Centre d'exposition et galerie d'Art

## Les principaux marchés touristiques
Les principaux marchés touristiques sont liés aux secteurs d'activité dans la région, la chasse, la pêche, la motoneige, le mototourisme, les activités plein air, les sites et les attraits touristiques ainsi que les nombreux festivals.

## Personne à capacité physique restreinte
Le Parc national d'Aiguebelle a aménagé un sentier pédestre de 760 mètres afin de facilité l’accès aux personnes en fauteuil roulant, aux personnes non-voyante et aux poussettes tout en respectant les règles de sécurité. Toutes les industries touristiques de la région n'offrent pas ce service.

## Avenir
La région Abitibi-Témiscamingue dispose de projets de développement visant quatre secteurs[Quand ?]: l’agrotourisme, le tourisme culturel, l'écotourisme et le tourisme d’aventure.

## Performance touristique
En 2011, approximativement 601 000 touristes, toutes origines confondues, ont visité la région touristique de l'Abitibi-Témiscamingue. Ceux-ci sont restés en moyenne trois à quatre nuits, pour un total de2 385 000 nuits, et ont dépensé un grand total de 105 000 000 $.
| Année | Volume  | Nuitées   | Dépenses    | Durée moyenne de séjour (Nuitées) | Dépenses moyennes par séjour ($) | Dépenses moyennes par nuitée ($) |
| --- | ------- | --------- | ----------- | --------------------------------- | -------------------------------- | -------------------------------- |
| 2011 | 601 000 | 2 385 000 | 105 000 000 | 3,9                               | 175                              | 44                               |
| 2010 | 397 000 | 1 479 000 | 85 000 000  | 3,7                               | 214                              | 57                               |
| 2009 | 451 000 | 1 781 000 | 92 000 000  | 3,9                               | 204                              | 51                               |
| 2008 | 391 000 | 1 196 000 | 60 000 000  | 3,1                               | 153                              | 50                               |
| 2007 | 441 000 | 1 455 000 | 87 000 000  | 3,3                               | 197                              | 60                               |
| Tourisme Québec précise que ce sont des données fournies à titre indicatif qu'il faut utiliser avec réserve. |         |           |             |                                   |                                  |                                  |

60 000 $ dépensés dans l'industrie du tourisme représente un emploi, créé ou entretenu, pour une personne citoyenne du Québec[réf. nécessaire].

## Lauréats régionaux des Grands Prix du tourisme[16]
Prix Activités de plein air et de loisir
Prix entreprise touristique publique
Prix plein air et aventure
Prix Agrotourisme et produits régionaux
Prix Attractions touristiques : Moins de 100 000 visiteurs
Prix Attraction touristique : 100 000 visiteurs ou plus
Prix Développement touristique : Restauration
Prix Écotourisme et tourisme d'aventure
Prix Festivals et événements touristiques : Budget d'exploitation de moins de 1 M$
Prix Hébergement : Établissements 1 à 3 étoiles
Prix Hébergement : Établissements 4 ou 5 étoiles
Hébergement : Moins de 50 chambres (gîtes exclus)
Prix Hébergement : Gîtes
Prix Hébergement : Pourvoiries
Hébergement : Campings
Hébergement : Résidences de tourisme
Prix Ressources humaines : Employé touristique
Prix Ressources humaines : Relève touristique
Prix Services touristiques
Prix Tourisme durable